# ابیتا
ابیتا (به قزاقی: Ebita) یک رود در قزاقستان است که در استان آق‌تپه واقع شده‌است.